# Julius Kunert
Julius Kunert (zvaný také Julius Kunert junior; 4. června 1900 Varnsdorf – 7. února 1993 Immenstadt) byl sudetoněmecký podnikatel.
Narodil se v roce 1900 ve Varnsdorfu, kde jeho matka otevřela v roce 1907 malou pletařskou dílnu, kterou jeho sestra Maria v roce 1913 rozšířila. Julius Kunert senior, vyučený truhlář, se začal od roku 1920 také věnovat pletařině a synové Heinrich a Julius sbírali na začátku 20. let zkušenosti v oboru ve vlastní malé pletárně v sousedním Velkém Šenově. Když otec v roce 1924 založil firmu Wirkwarenfabrik J. Kunert und Söhne OHG (na začátku s 18 zaměstnanci), stali se oba spolumajiteli. Firma se velmi rychle rozvíjela, Julius jun. působil jako obchodní ředitel, Heinrich se věnoval technickým záležitostem. V roce 1938 zaměstnávali 5000 lidí a s výrobou 100 000 párů denně se Kunert stal největším výrobcem punčoch v Evropě. 
(V roce 1941 koupil Kunert v Brně textilní podnik zabavený židovské rodině Stiassny, která uprchla před nacisty do USA. Kunert pověřil jednoho brněnského architekta adaptací správní budovy textilky, k realizaci však už nedošlo (textilní výroba byla v době války v brněnských podnicích značně omezena a zčásti nahrazena zbrojní produkcí).)
Po konfiskaci varnsdorfského podniku v roce 1945 byla punčochárna v provozu pod hlavičkou národního podniku Elite. Rodina Kunertů musela jít na odsun, což ji přivedlo do bavorského Immenstadtu. Zde začal Julius Kunert v roce 1947 spolu se svým bratrem Heinrichem a se 120 bývalými zaměstnanci z Varnsdorfu nejdříve s výrobou spodního prádla a později s výrobou punčochového zboží, takže v roce 1950 už zaměstnávali 600 lidí.
V 60. letech rozšířil podnik o několik provozů v Bavorsku a v západním Berlíně a 80. letech přemístili část výroby do Tuniska, Maroka a Portugalska. V roce 1971 převzal operativní řízení podniku Kunertův synovec Rainer Michel, od roku 1978 patřila k podniku také německá punčochárna Hudson. V roce 1988 se firma změnila na akciovou společnost se základním kapitálem 28 milionů marek. V roce 1991 dosáhl podnik špičkový obchodní obrat téměř 700 milionů marek, potom se však obrat (a rentabilita) rychle snižovaly.

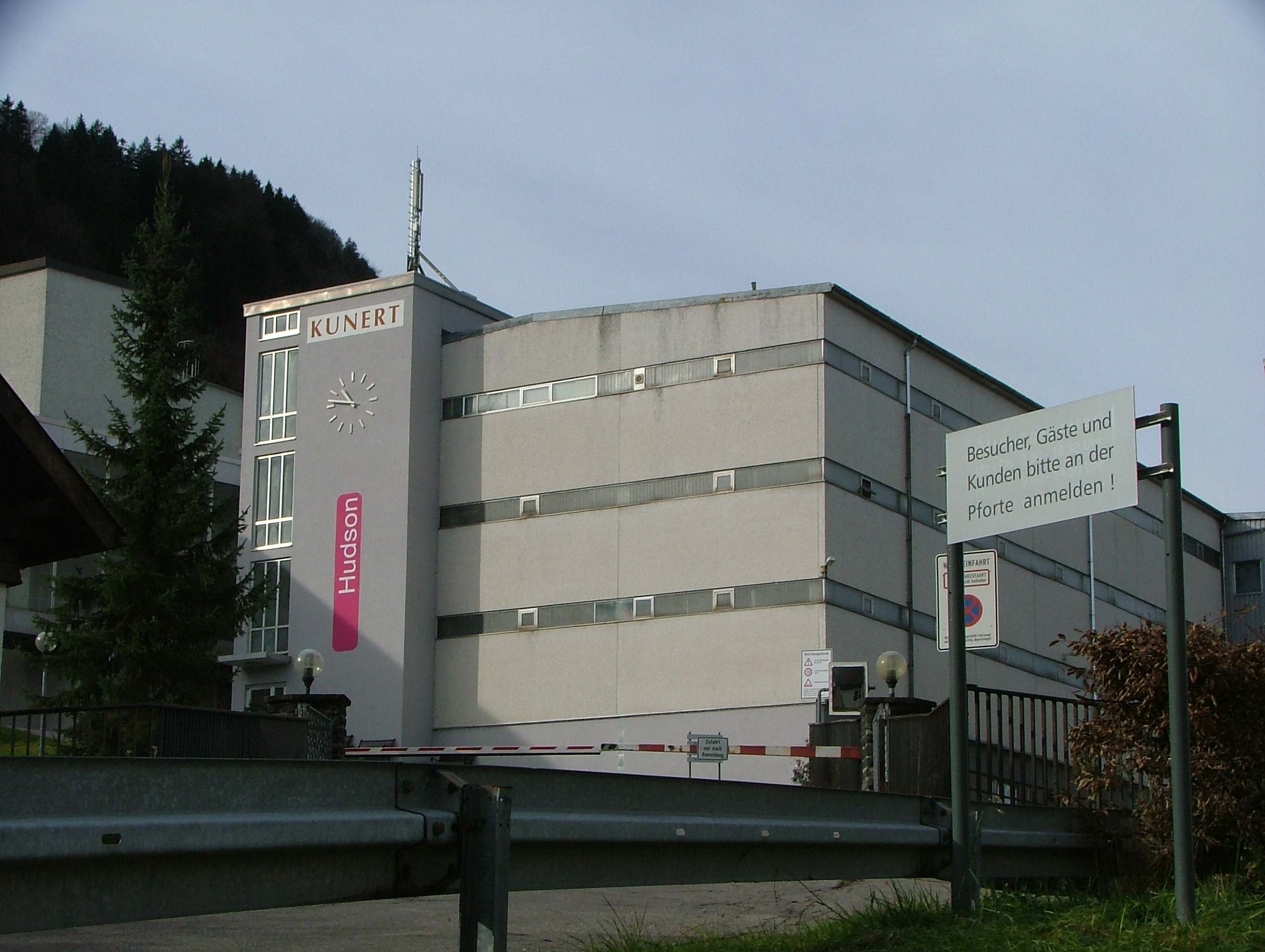
Část Kunertovy továrny v Immenstadtu

V roce 2013 došlo k insolvenčnímu řízení a v rámci tzv. převodní sanace se stal majitelem firmy Rakušan Grossing.
Julius Kunert byl v roce 1980 německou vládou poctěn Spolkovým záslužným křížem (Bundesverdienstkreuz) I. třídy. V roce 1993 zemřel.